# Leytron
Leytron – miejscowość i gmina (commune) w południowej Szwajcarii, w kantonie Valais, w okręgu (district) Martigny. Leży nad Rodanem.

## Demografia
W Leytron mieszka 3 276 osób. W 2021 roku 17,9% populacji gminy stanowiły osoby urodzone poza Szwajcarią. 

## Transport
Przez teren gminy przebiegają autostrada A9 oraz droga główna nr 9.  